# Oroszország a Junior Eurovíziós Dalfesztiválokon
Oroszország tizenhét alkalommal vett részt a Junior Eurovíziós Dalfesztiválon.
Az orosz műsorsugárzó a Rosszija 1, amely 1993-ben lett tagja az Európai Műsorsugárzók Uniójának, és 2005-ben csatlakozott a versenyhez. 2013-tól a Karuszel gyermekcsatorna váltotta át az állami csatorna szerepét.
Oroszország eddig két alkalommal aratott győzelmet (2006, 2017).

## Története
Oroszország 2006-ban vett részt először a versenyen, és eddig minden alkalommal sikerült az első tízben végezniük, 2019-et leszámítva.

### Évről évre
Oroszország első résztvevője Vlagyiszlav Krutszkih volt, aki a Doroga k Szolncu című dallal kilencedik helyen végzett a tizenhat fős mezőnyben. A következő évben a Tolmacsova ikreknek köszönhetően megszerezték első győzelmüket. 2007-ben hatodikak, egy évvel később hetedikek lettek. 2009-ben 116 pontot összegyűjtve holtversenyben másodikak lettek Örményországgal.

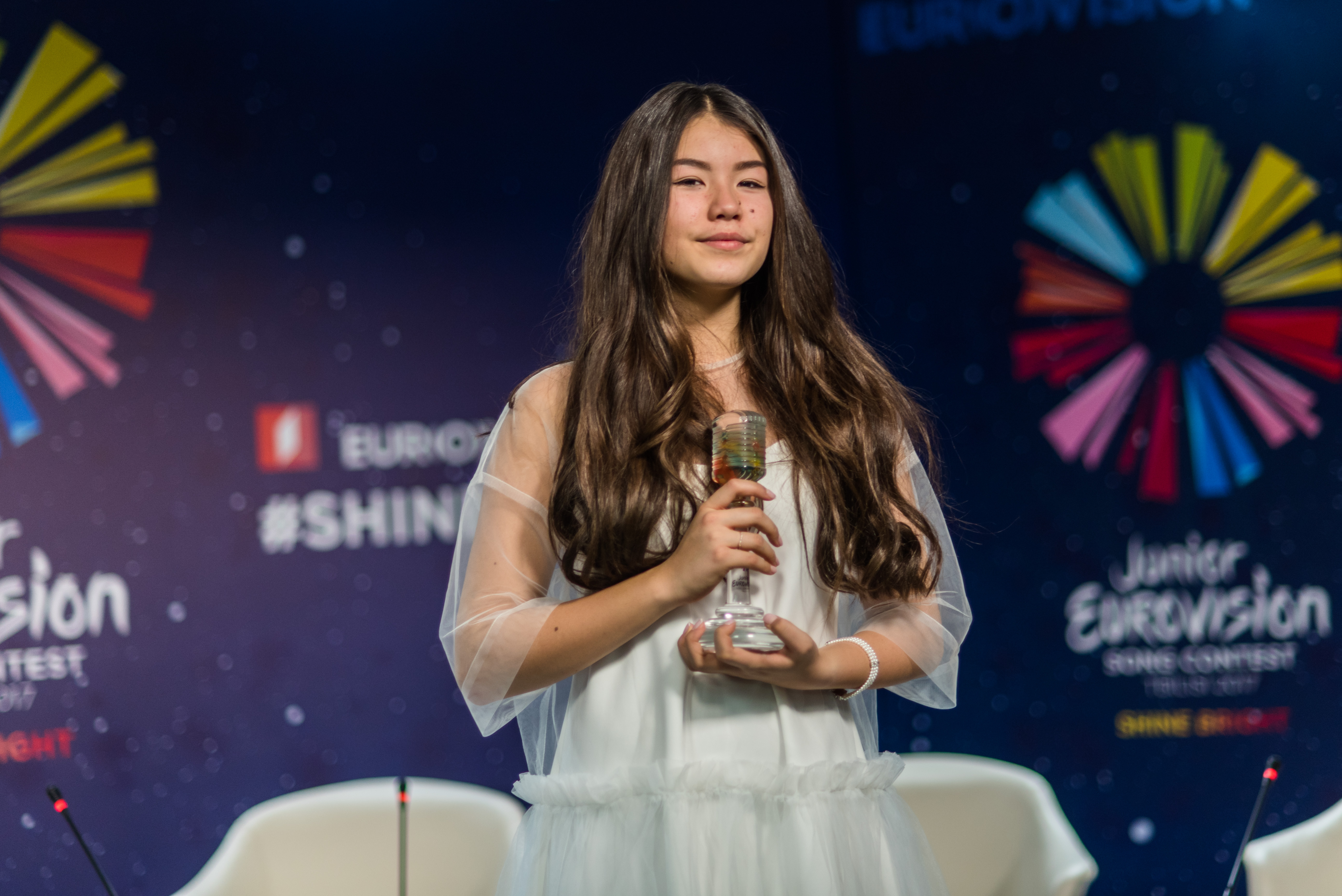
Polina Boguszevics, a 2017-es dalfesztivál győztese a döntő utáni sajtótájékoztatón

2010-ben mindössze egy ponttal maradtak le a győztes Örményország után; 119 ponttal ismét második helyen zárták a versenyt. 2011-ben visszatért Jekatyerina Rjabova a versenyhez, aki két évvel ezelőtt képviselte az országot. Akkori eredményét nem sikerült újra megismételnie, negyedik helyen végzett. Ettől az évtől kezdve egészen 2013-ig mindegyik orosz induló negyedikként zárta a versenyt. 2012-ben Lerika versenyzett Oroszország színeiben, aki az előző évben Moldovát képviselte. 2014-ben ötödik helyet érték el, egy évvel később pedig eggyel rosszabbat, hatodik helyen zártak. A következő évben újra negyedikek lettek. 2017-ben Polina Boguszevics megszerezte az ország második győzelmét. Wings című dala 188 pontot összegyűjtve aratott győzelmet a Tbilisziben tartott versenyen. Ezzel Oroszország az ötödik ország Fehéroroszország, Grúzia, Lengyelország és Málta után, mely több alkalommal győzött a gyerekek versenyén. A szép eredményt a következő években nem sikerült megtartani 2018-ban tizedikek lettek, 2019-ben pedig legrosszabb eredményüket érték el, tizenharmadikként zárták a versenyt. Ez volt az első alkalom, hogy Oroszország nem került be a legjobb tíz közé.
2020-ban ismét tizedik helyen zárták a versenyt. 2021-ben ezúttal szólóban szerepel Tatyana Mezhentseva, aki két évvel ezelőtt Denberel Oorzhak közreműködésében versenyzett. Tatyana végül jobb eredményt ért el, mint az előző alkalommal, hetedik helyezettként végzett. 2022-ben az orosz műsorsugárzó kilépett az Európai Műsorsugárzók Uniója tagjai közül, ami azt eredményezi, hogy nem vehetnek részt a dalversenyen. Ez volt a verseny történetében az első olyan alkalom Oroszország debütálása óta, amikor az ország nem vett részt.

### Nyelvhasználat
Oroszország eddigi tizenhét versenydala közül hét orosz nyelvű, tíz pedig orosz és angol kevert nyelvű volt. 2021-es daluk tartalmazott két kifejezést francia nyelven is.

### Nemzeti döntő

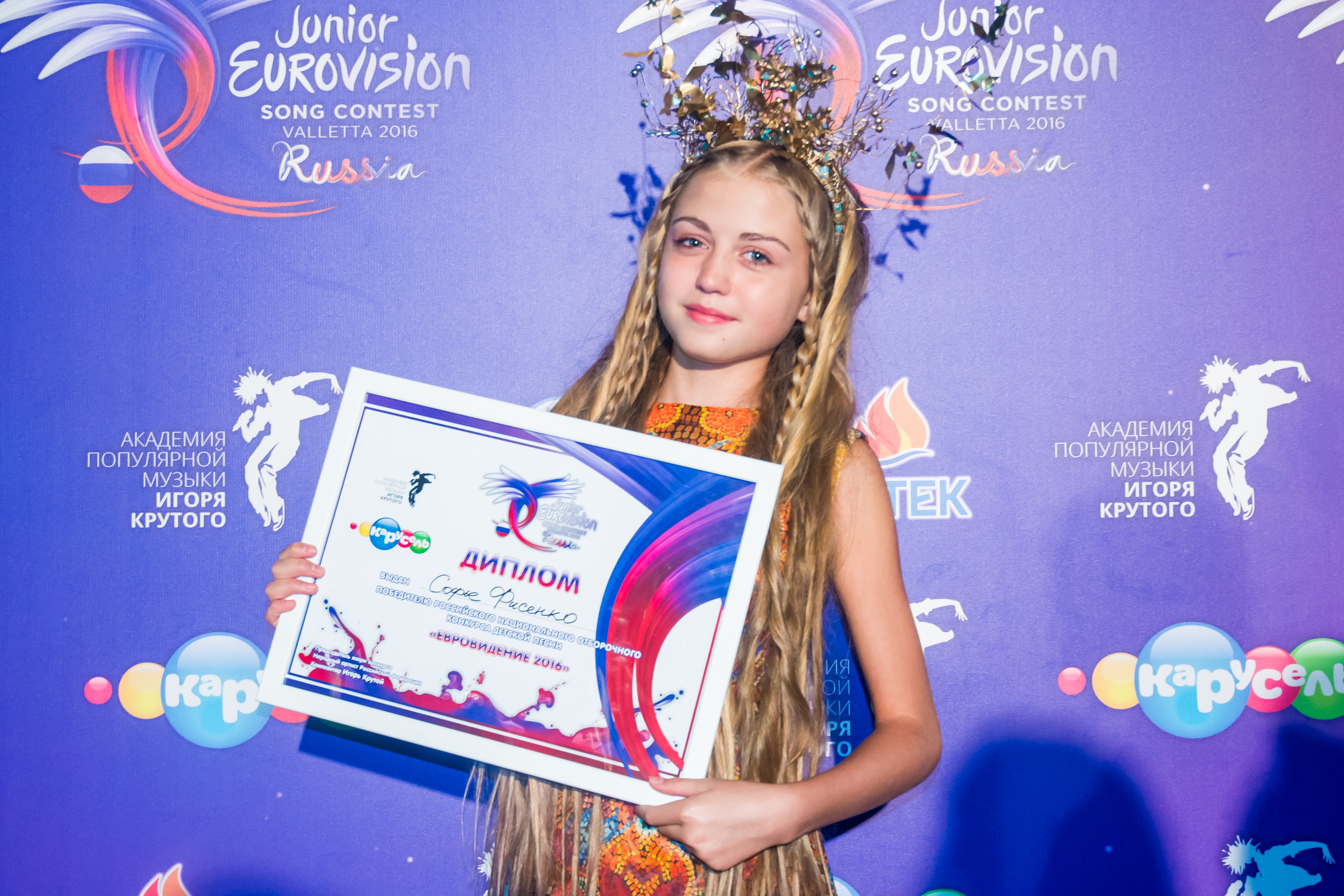
Sofia Fisenko, a 2016-os nemzeti döntő nyertese

Oroszországban nem alakult ki hagyományos, minden évben megrendezett nemzeti válogató. Első résztvevőjüket tizenöt előadó közül választotta ki egy szakmai zsűri. A belső kiválasztás oka az volt, hogy későn jelezték részvételi szándékukat és már nem engedhették meg maguknak, hogy televízióban sugárzott döntőt rendezzenek. A következő évtől azonban már nemzeti döntőt rendeztek. A műsorban összesen húsz előadó és dal vett részt és a nézőkre bízták az eredmény kialakítását. Egészen 2011-ig nem változtattak a műsor formátumán. 2011-ben mindössze öt előadó közül választhattak, a győztes pedig a két évvel ezelőtti nemzeti döntő nyertese lett. 2012-ben visszatértek a 2006 és 2010 között használt módszerhez, azonban ezúttal a nézők mellett egy szakmai zsűri is beleszólt az eredménybe.
2014-ben nem rendeztek döntőt, belső kiválasztással jelölték ki indulójukat, akit szeptember 22-én jelentettek be, a versenydal pedig egy héttel később, szeptember 29-én jelent meg. 2015-től újra nemzeti döntőt használnak, ahol tizennyolc előadó versenyzett. Egy évvel később tizenhatan, 2017-ben huszonegyen szerepeltek a műsorban. 2018-tól az orosz nemzeti döntő az Akademiya Eurovision nevet viseli. Ebben az évben tizenketten versenyeztek. 2019-ben tizenegy fős volt a döntő, ahol újításként bevezettek a szakmai zsűri és a nézői szavazás mellett egy gyermek zsűrit is. A következő évben már nem használták a gyerek zsűrit.

## Résztvevők
| Év   | Előadó                                 | Dal              | Magyar fordítás  | Helyezés | Pontszám |
| ---- | -------------------------------------- | ---------------- | ---------------- | -------- | -------- |
| 2005 | Vlagyiszlav Krutszkih                  | Doroga k Szolncu | Út a Naphoz      | 9.       | 66       |
| 2006 | Tolmacsova ikrek                       | Veszennyij dzsaz | Tavaszi jazz     | 1.       | 154      |
| 2007 | Alekszandra Golovcsenko                | Otlicsnyica      | Stréber          | 6.       | 105      |
| 2008 | Mihail Puntov                          | Szpit angel      | Alvó angyal      | 7.       | 73       |
| 2009 | Jekatyerina Rjabova                    | Malenykij princ  | A kis herceg     | 2.       | 116      |
| 2010 | Liza Drozd és Szasa Lazin              | Boy and Girl     | Fiú és lány      | 2.       | 119      |
| 2011 | Jekatyerina Rjabova                    | Romeo and Juliet | Rómeó és Júlia   | 4.       | 99       |
| 2012 | Lerika                                 | Sensation        | Szenzáció        | 4.       | 88       |
| 2013 | Dajana Kirillova                       | Dream On         | Álmodj tovább!   | 4.       | 106      |
| 2014 | Alisza Kozsikina                       | Dreamer          | Álmodozó         | 5.       | 96       |
| 2015 | Mihail Szmirnov                        | Mecsta (Dream)   | Álom             | 6.       | 80       |
| 2016 | The Water of Life Project              | Water of Life    | Az élet vize     | 4.       | 202      |
| 2017 | Polina Boguszevics                     | Wings            | Szárnyak         | 1.       | 188      |
| 2018 | Anna Filipchuk                         | Unbreakable      | Összetörhetetlen | 10.      | 122      |
| 2019 | Tatyana Mezhentseva & Denberel Oorzhak | Vremya dlya nas  | Ideje nekünk     | 13.      | 72       |
| 2020 | Sofia Feskova                          | My New Day       | Az új napom      | 10.      | 88       |
| 2021 | Tatya Mezhentseva                      | Mon ami          | Barátom          | 7.       | 124      |
|      |                                        |                  |                  |          |          |

## Szavazástörténet

### 2005–2021
| Hely | Ország           | Pont |
| ---- | ---------------- | ---- |
| 1.   | Fehéroroszország | 132  |
| 2.   | Örményország     | 122  |
| 3.   | Grúzia           | 105  |
| 4.   | Ukrajna          | 82   |
| 5.   | Hollandia        | 48   |
| 6.   | Málta            | 47   |
| 7.   | Kazahsztán       | 39   |
| 8.   | Észak-Macedónia  | 39   |
| 9.   | Ausztrália       | 38   |
| 10.  | Szerbia          | 37   |

| Hely | Ország           | Pont |
| ---- | ---------------- | ---- |
| 1.   | Fehéroroszország | 141  |
| 2.   | Örményország     | 126  |
| 3.   | Ukrajna          | 88   |
| 4.   | Hollandia        | 78   |
| 5.   | Szerbia          | 75   |
| 6.   | Észak-Macedónia  | 65   |
| 7.   | Svédország       | 63   |
| 8.   | Málta            | 58   |
| 9.   | Ciprus           | 534  |
| 10.  | Grúzia           | 50   |

Oroszország még sosem adott pontot a következő országoknak: Montenegró, Németország, Portugália, Wales

## Rendezések
Az Eurovíziós Dalfesztivállal ellenben itt nem az előző évi győztes rendez, hanem pályázni kell a rendezés jogára.
Oroszország még egyetlen alkalommal sem rendezte a dalversenyt. 2010-ben pályázott a rendezés jogára, de végül Minszk nyerte el a címet.

## Háttér
| Év        | Rendező    | Kommentátor                                      | Pontbejelentő                                    |
| --------- | ---------- | ------------------------------------------------ | ------------------------------------------------ |
| 2005      | Hasselt    | Yuriy Nikolayev                                  | Roman Kerimov                                    |
| 2006      | Bukarest   | Olga Shelest                                     | Roman Kerimov                                    |
| 2007      | Rotterdam  | Olga Shelest                                     | Marina Knyazeva                                  |
| 2008.     | Limassol   | Olga Shelest                                     | Sarina                                           |
| 2009      | Kijev      | Olga Shelest                                     | Philip Masurov                                   |
| 2010      | Minszk     | Olga Shelest                                     | Philip Masurov                                   |
| 2011      | Jereván    | Olga Shelest                                     | Valentin Sadiki                                  |
| 2012      | Amszterdam | Olga Shelest                                     | Valentin Sadiki                                  |
| 2013      | Kijev      | Alexander Gurevich                               | Mariya Bakhireva                                 |
| 2014      | Marsa      | Olga Shelest és Alexander Gurevich               | Mariya Kareeva                                   |
| 2015      | Szófia     | Olga Shelest                                     | Sofia Dolganova                                  |
| 2016      | Valletta   | Olga Shelest                                     | Mihail Szmirnov                                  |
| 2017      | Tbiliszi   | Lipa Teterich                                    | Tonya Volodina                                   |
| 2018      | Minszk     | Anton Zorkin                                     | Dina Baru és Khryusha                            |
| 2019      | Gliwice    | Vadim Takmenev és Lera Kudryavtseva (Karuszel)   | Alisa Khilko és Khryusha                         |
| 2019      | Gliwice    | Anton Zorkin (NTV)                               | Alisa Khilko és Khryusha                         |
| 2020      | Varsó      | Anton Zorkin                                     | Mikella Abramova és Khryusha                     |
| 2021      | Párizs     | Anton Zorkin és Khryusha                         | Liza Gureeva                                     |
| 2022–2023 | 2022–2023  | Nem vettek részt és nem közvetítették a versenyt | Nem vettek részt és nem közvetítették a versenyt |

## Galéria

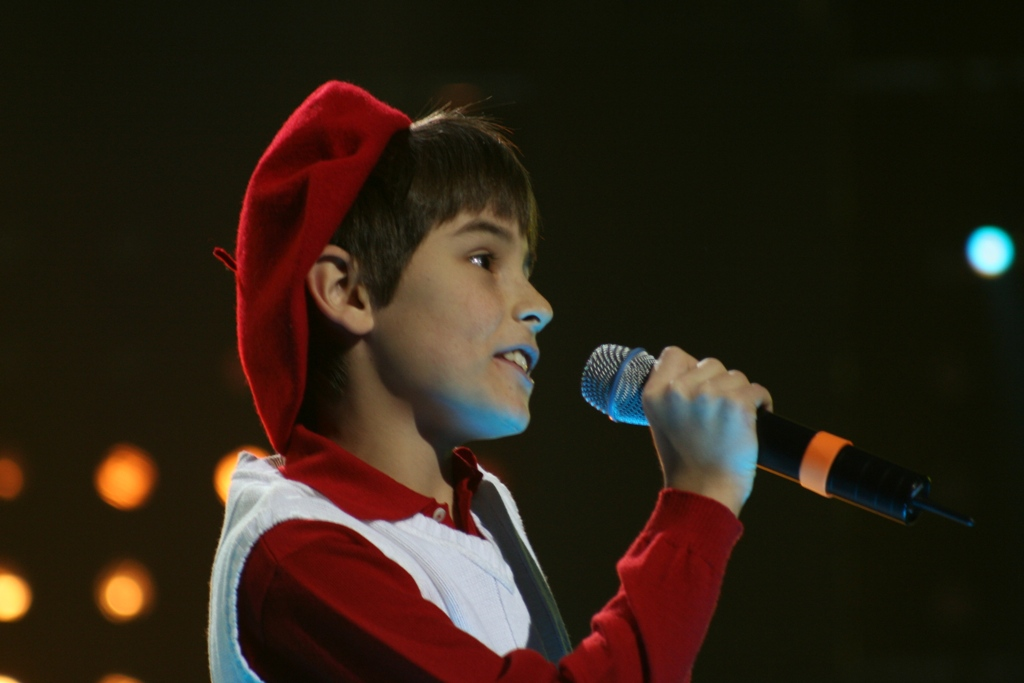
Vlagyiszlav Krutszkih Hasseltben (2005)
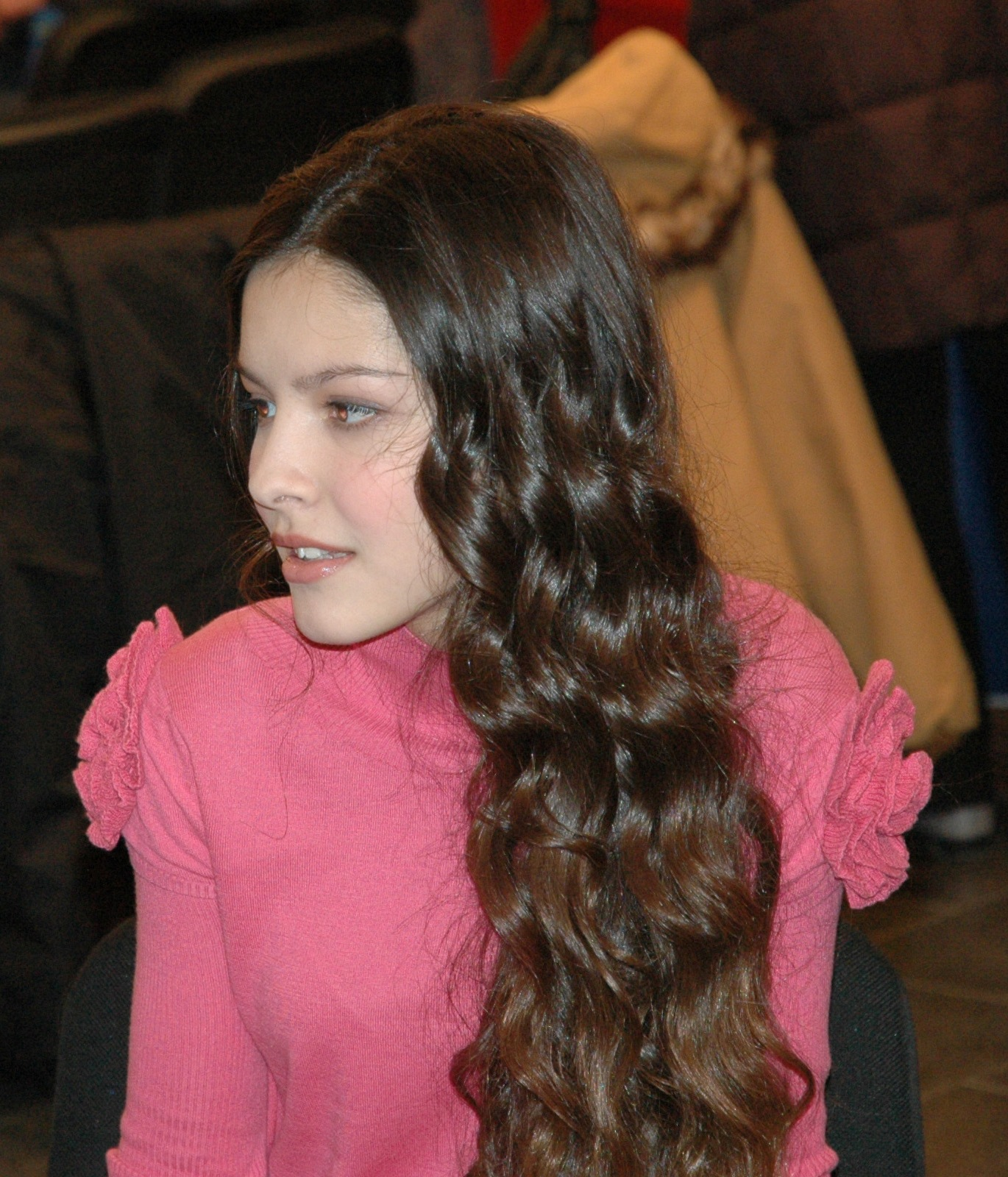
Jekatyerina Rjabova Jerevánban (2011)
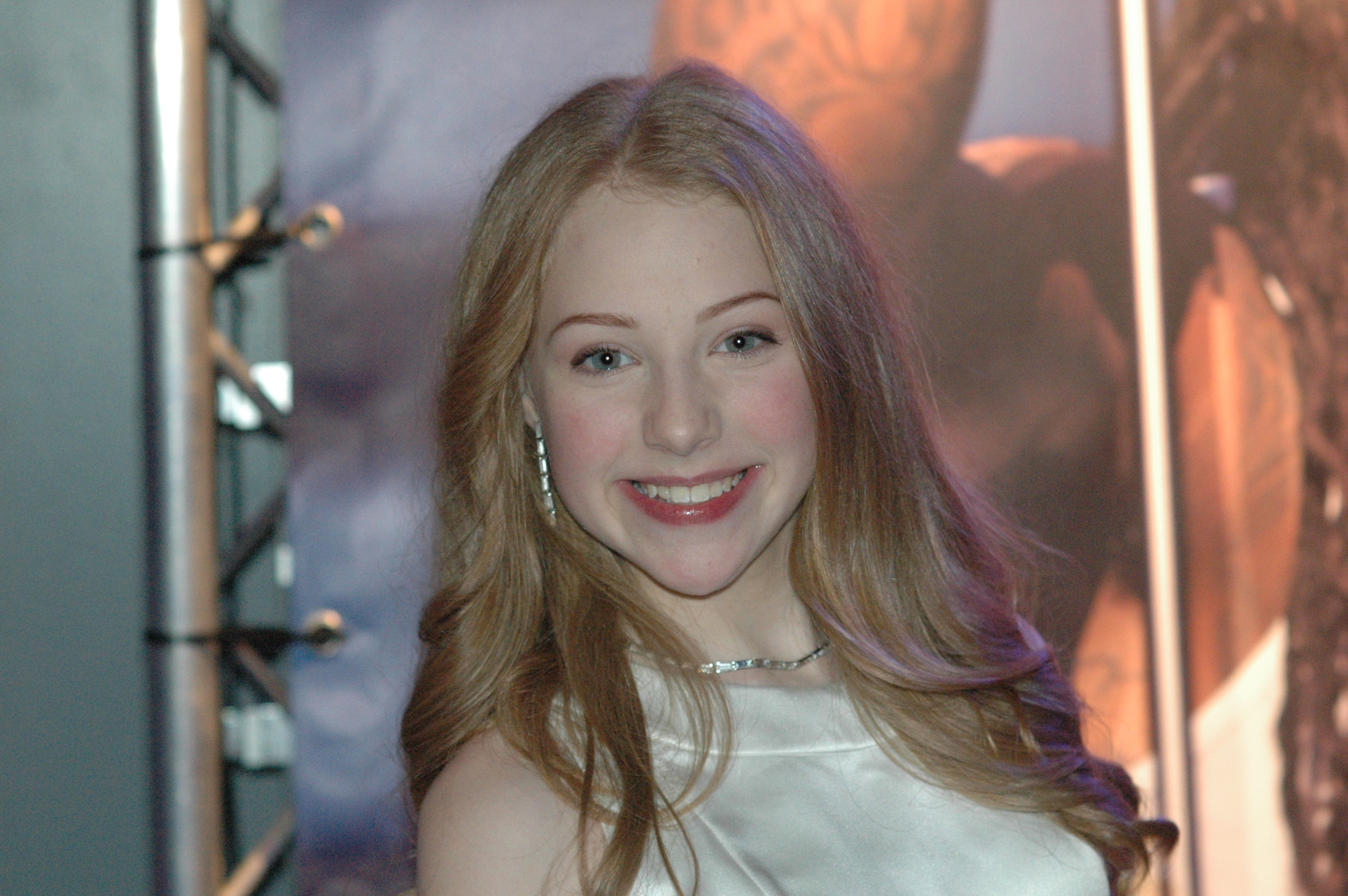
Lerika Amszterdamban (2012)
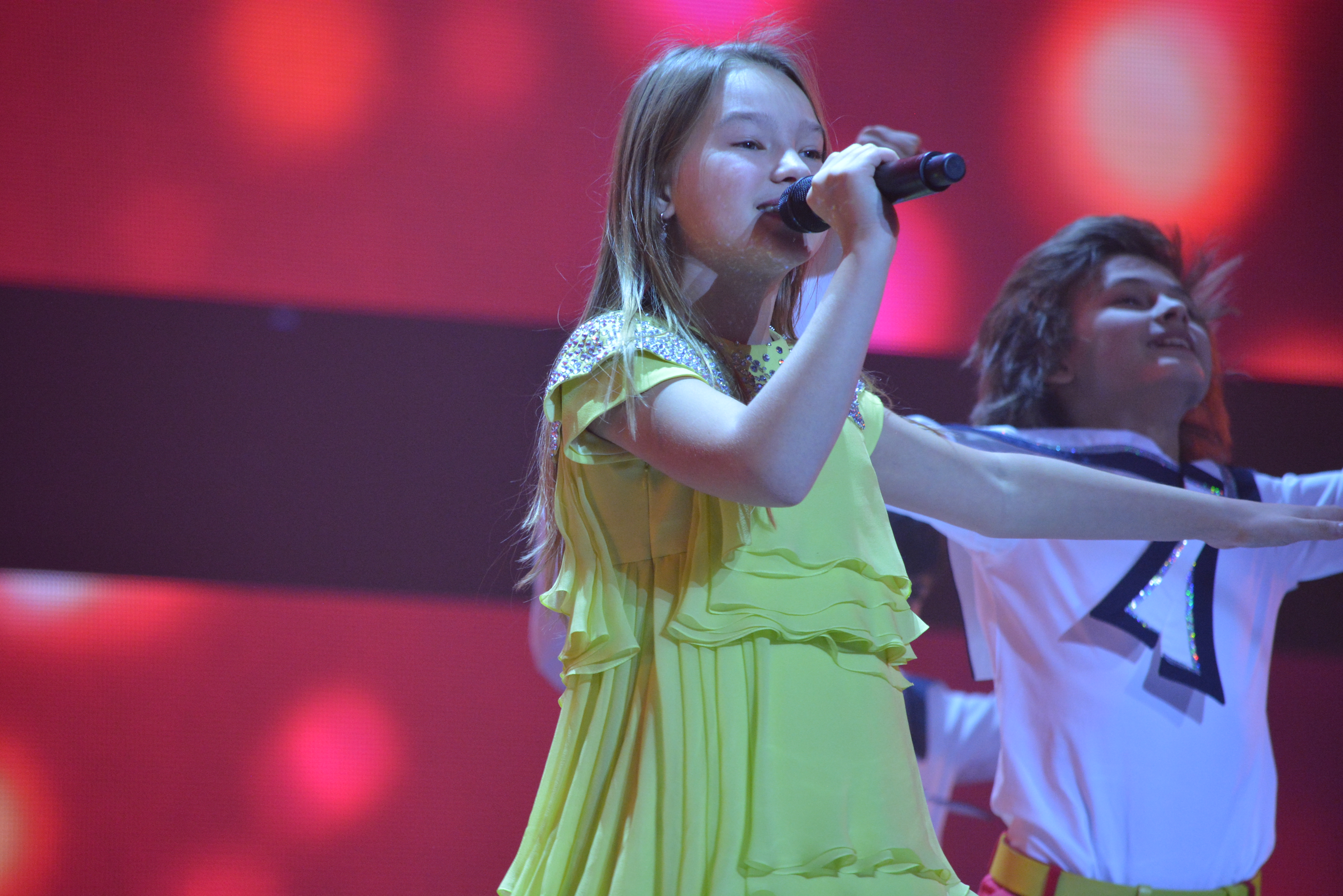
Dajana Kirillova Kijevben (2013)
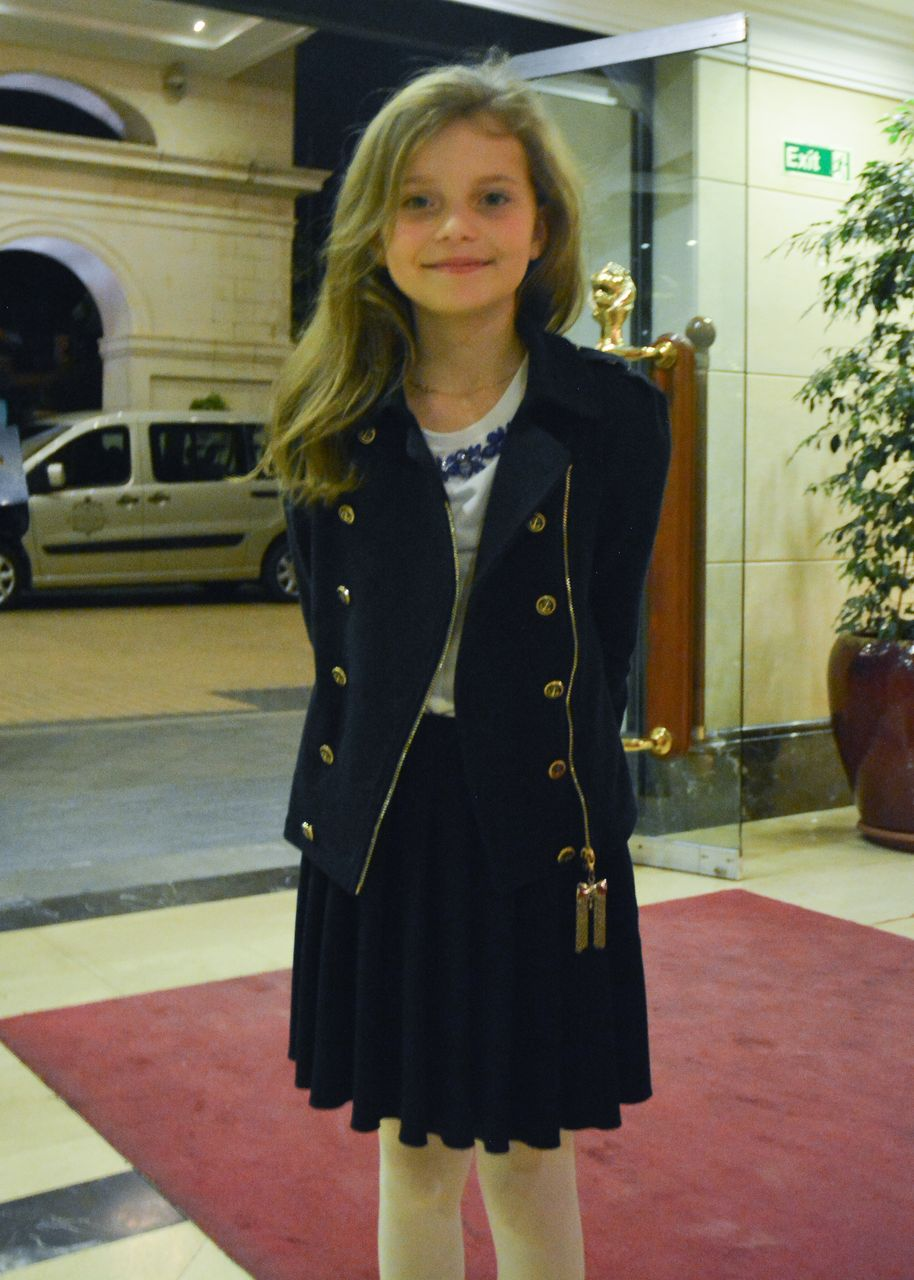
Alisza Kozsikina Vallettán (2014)
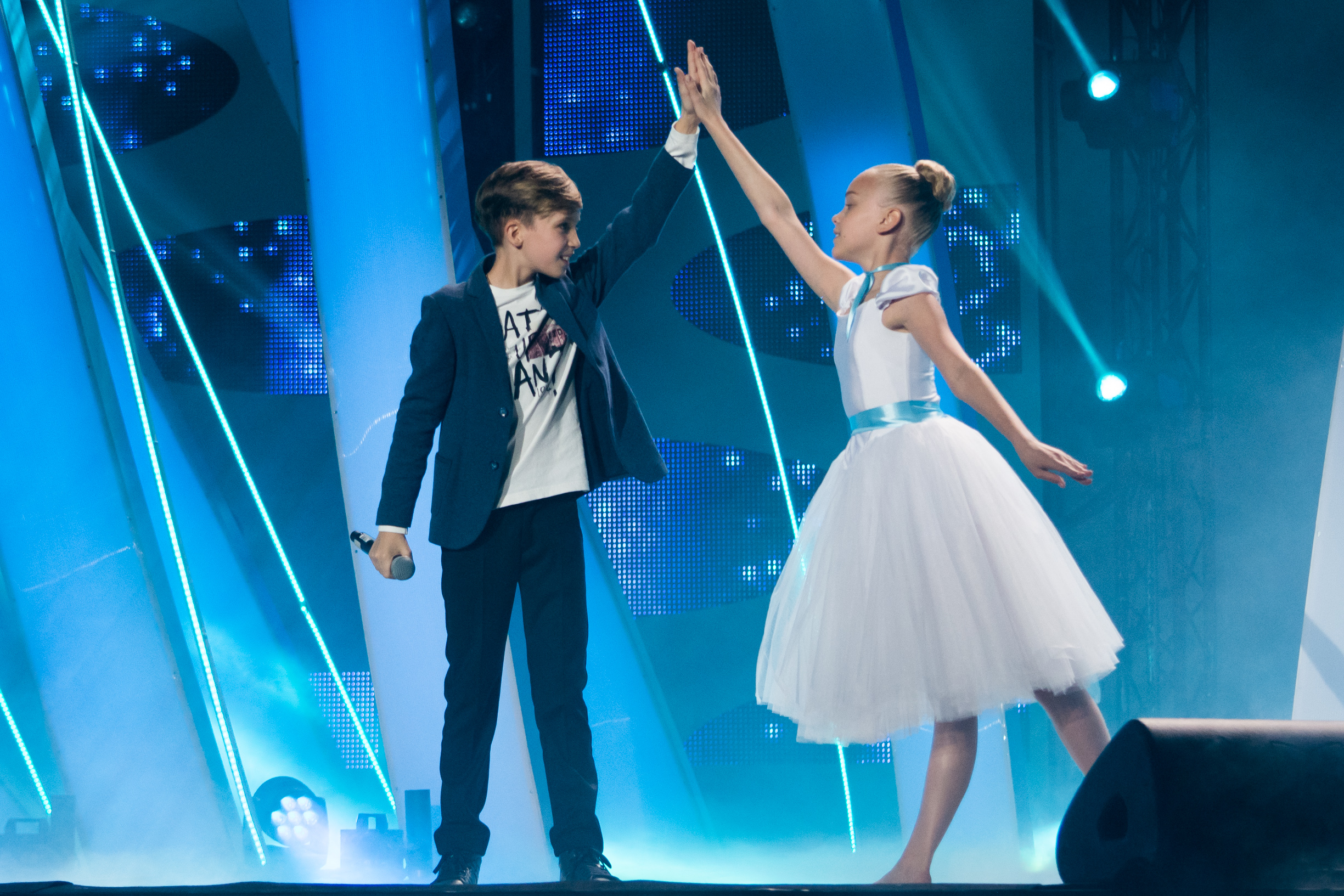
Mihail Szmirnov Szófiában (2015)
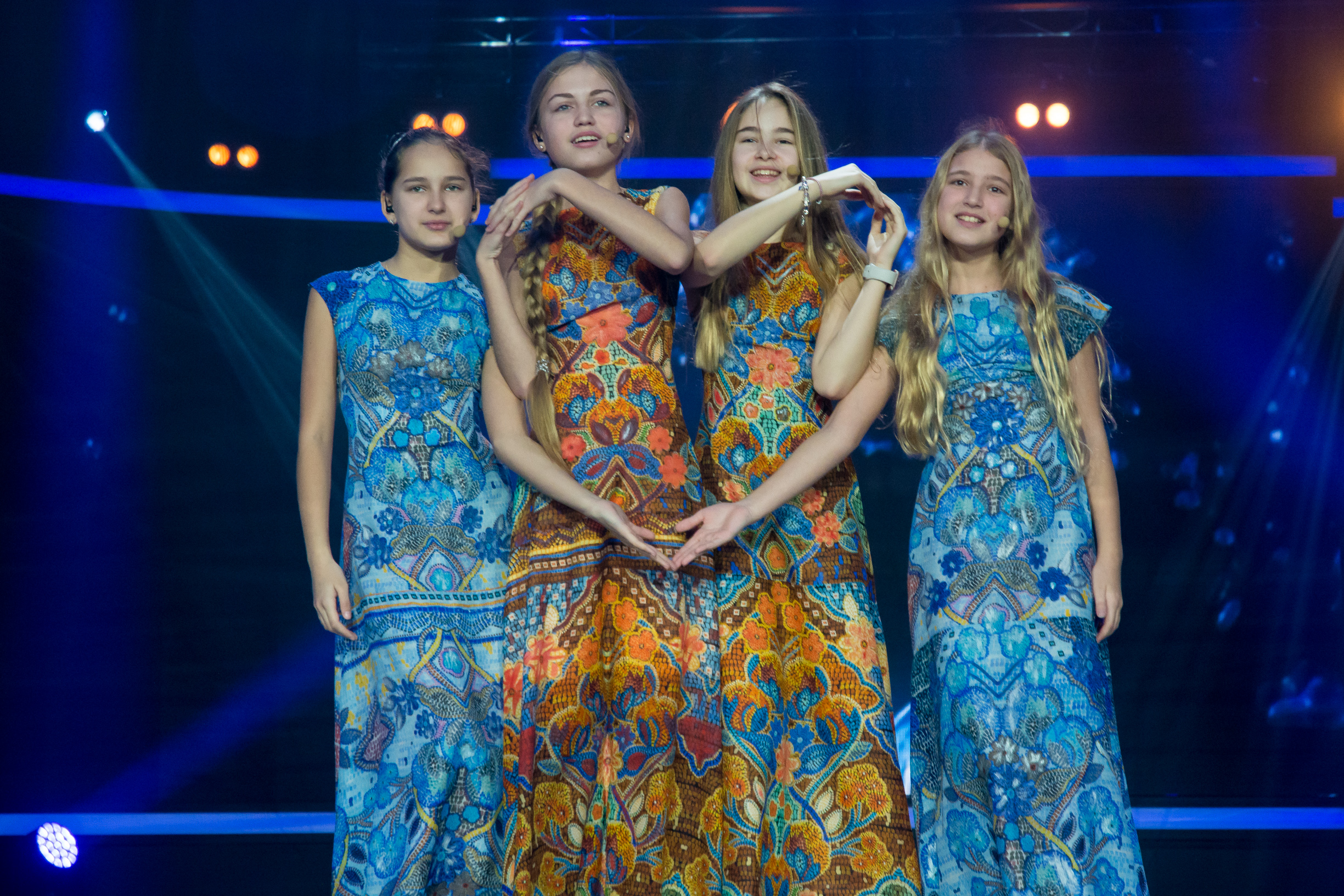
A The Water of Life Project Vallettán (2016)
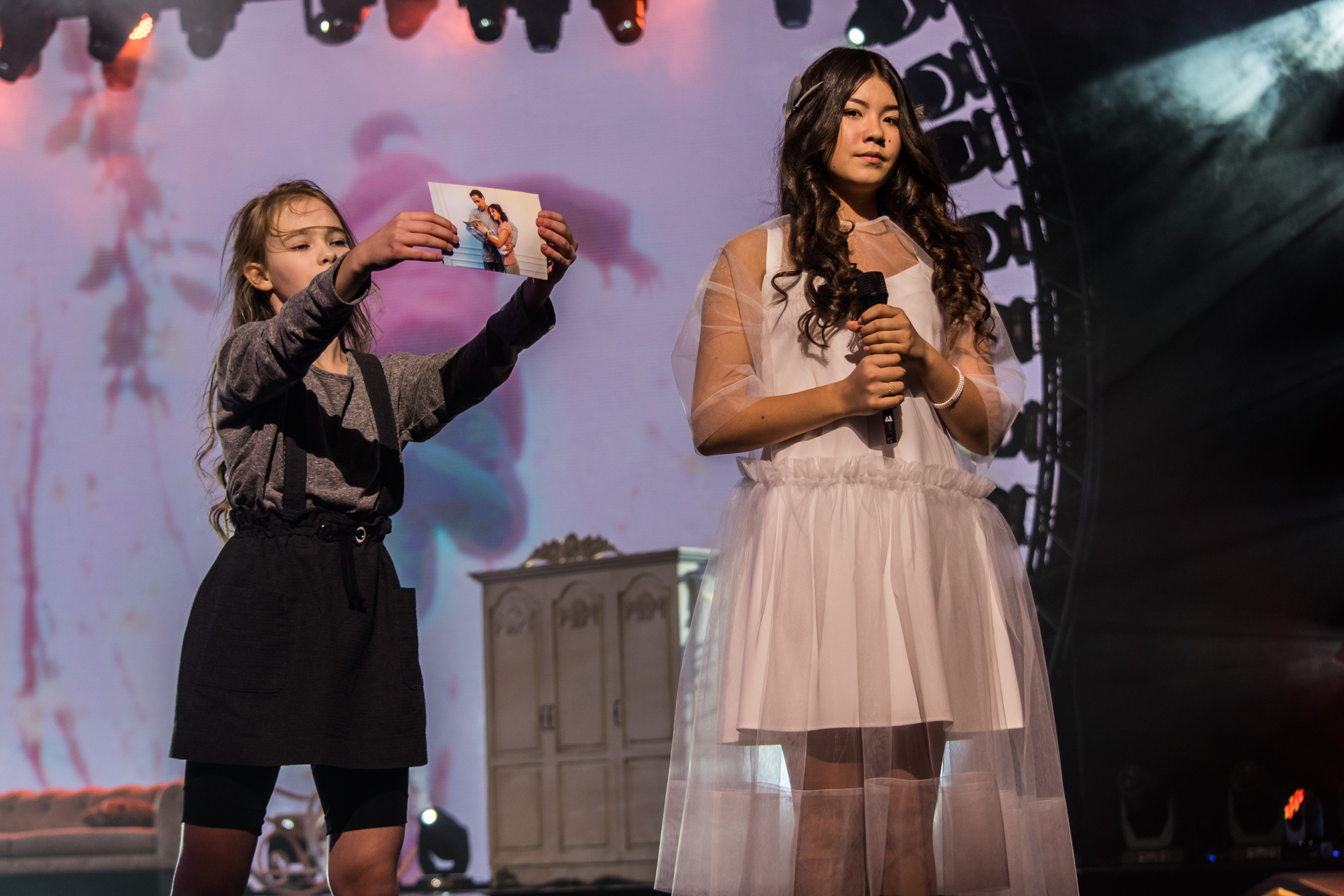
Polina Boguszevics Tbilisziben (2017)
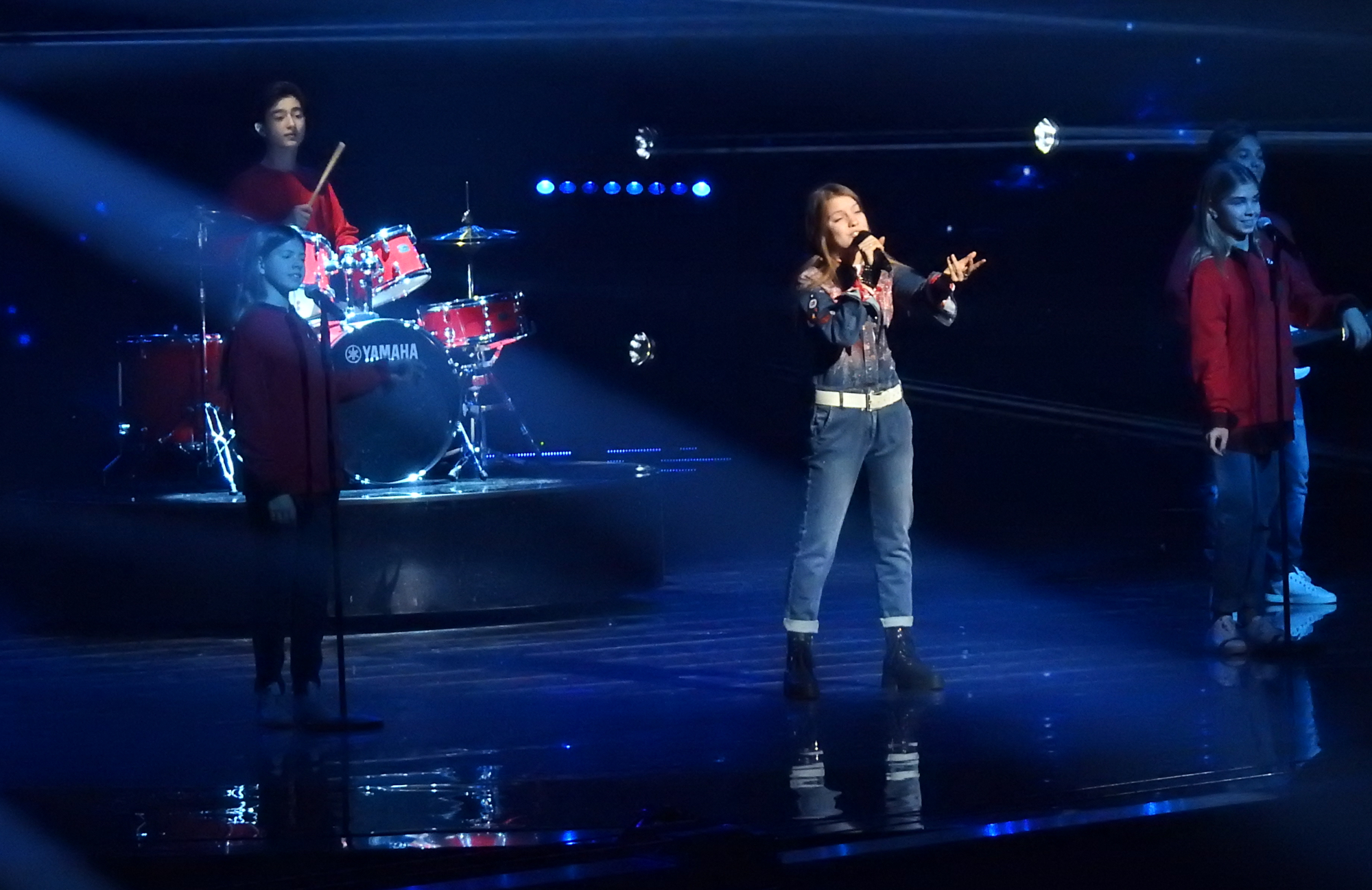
Anna Filipchuk Minszkben (2018)
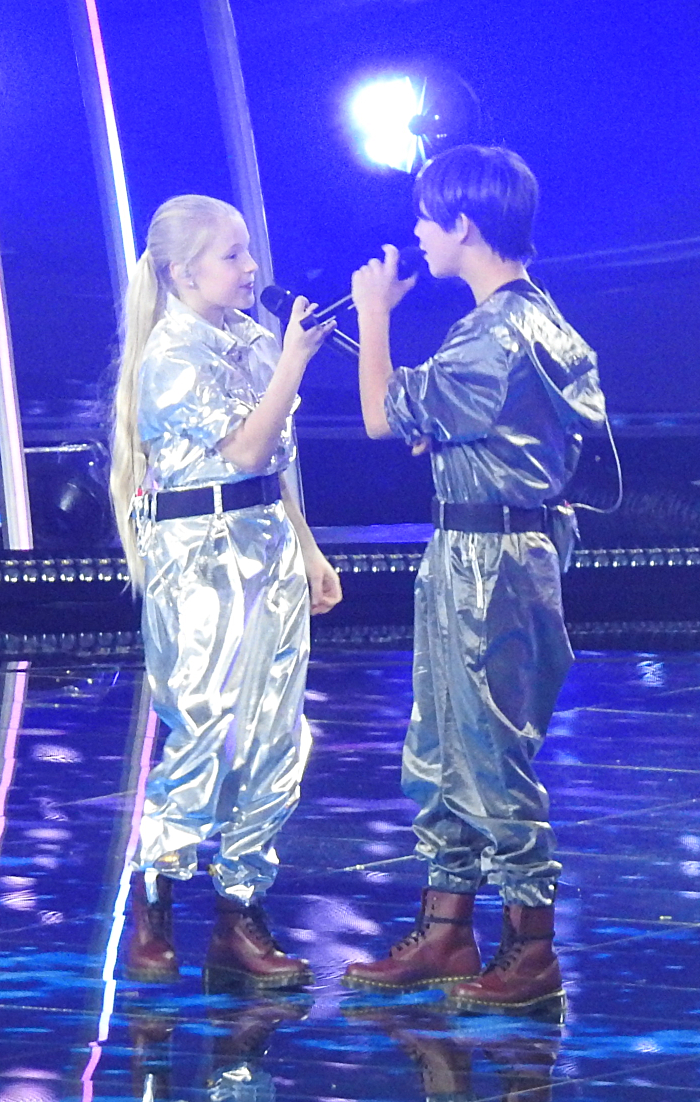
Tatyana Mezhentseva & Denberel Oorzhak Gliwicében (2019)

## Lásd még
- Oroszország az Eurovíziós Dalfesztiválokon